# Вириагар-Дип
Вириагар-Дип — газовое месторождение в Индонезии в западной части острова Новая Гвинея. Расположен в заливе Берау-Бинтуни (частично на прилегающей суше), западнее гигантского месторождения Ворвата.
Первые работы по разведке углеводородов в районе побережья провинции Ириан-Джая начались в 1970-х годах. Тогда было открыто береговое нефтяное месторождение Вириагар с небольшими запасами (около 3 млн баррелей) и несколько газопроявлений, признанных некоммерческими. В 1989 году к работам в этом районе присоединилась компания Arco (сейчас ВР). После двух пробурённых в 1990 году безрезультатных скважин, были выдвинуты предположения о существовании ловушки в юрских отложениях глубоких горизонтов под месторождением Вириагар. Первая же разведочная скважина, построенная в 1994 году, открыла значительный приток газа из структуры Вириагар-Дип.
Запасы месторождения оцениваются в 79 млрд м³. Его продукция будет обеспечивать работу третьей линии завода по производству сжиженного природного газа Tangguh (наряду с упомянутым выше Ворвата и другими месторождениями проекта). В ходе разработки планируется установить в районе с глубинами моря 50 метров одну дистанционно управляемую платформу, с которой пробурят 8-10 эксплуатационных скважин (плюс 1-2 скважины для захоронения вредных отходов бурения). Платформа будет соединена с береговым заводом газопроводом диаметром 600 мм.